# Roberto Cino
Roberto Cino Uliambre (Asunción, Paraguay, 25 de mayo de 1954 - †22 de noviembre de 2015) fue un futbolista paraguayo que se desempeñaba como delantero. Falleció en Asunción, Paraguay, el domingo 22 de noviembre de 2015.

## Clubes
| Club                  | País     | Año         |
| --------------------- | -------- | ----------- |
| Sol de América        | Paraguay | 1969 - 1972 |
| Cerro Porteño         | Paraguay | 1973        |
| RCD Español           | España   | 1973 - 1974 |
| Libertad              | Paraguay | 1974 - 1975 |
| RCD Español           | España   | 1975 - 1976 |
| UD Salamanca          | España   | 1976 - 1978 |
| Club Getafe Deportivo | España   | 1978 - 1980 |
| Sol de América        | Paraguay | 1980 - 1981 |
| Cruz Azul             | México   | 1981 - 1982 |
| CF Monterrey          | México   | 1982 - 1983 |
| Nacional              | Paraguay | 1984        |